# Chittenden (Vermont)
Chittenden ist eine Town im Rutland County des Bundesstaates Vermont in den Vereinigten Staaten mit 1237 Einwohnern (laut Volkszählung von 2020).

## Geografie

### Geografische Lage
Chittenden liegt hauptsächlich in den westlichen Bereichen der Green Mountains; nur geringe Anteile im Westen der Town werden von der Ebene um den Lake Champlain gebildet. Da das Gebiet der Town Teile der westlichen Hauptkette der Green Mountains umfasst, sind einige der höchsten Berge Vermonts hier zu finden. Dazu gehören insbesondere der Bloodroot Mountain (1061 m), Mount Carmel (1027 m) und The Cape (800 m).
Die Berge sind auch der Ort, in dem ein großer Stausee Vermonts, das Chittenden Reservoir, zu finden ist. Er hat mehrere Zuläufe (besonders Green Brook und Hewitt Brook), aber nur einen Abfluss: den durch den Chittenden Dam, einen niedrigen Erdwall, geregelten East Brook, der in den – nicht durch das Gebiet Chittendens führenden – Otter Creek mündet.
Die Hauptsiedlungen der Ortschaft sind Chittenden Village und North Chittenden, beide im Westen der Town.

### Nachbargemeinden
Alle Entfernungen sind als Luftlinien zwischen den offiziellen Koordinaten der Orte aus der Volkszählung 2010 angegeben.
- Norden: Goshen, 9,8 km
- Nordosten: Rochester, 8,9 km
- Osten: Pittsfield, 7,8 km
- Südosten: Killington, 14,1 km
- Süden: Mendon, 4,9 km
- Südwesten: Rutland, 6,7 km
- Westen: Pittsford, 16,0 km
- Nordwesten: Brandon, 18,9 km

### Klima
Die mittlere Durchschnittstemperatur in Chittenden liegt zwischen −7,2 °C (19 °Fahrenheit) im Januar und 20,6 °C (69 °Fahrenheit) im Juli. Damit ist der Ort gegenüber dem langjährigen Mittel der USA um etwa 9 Grad kühler. Die Schneefälle zwischen Mitte Oktober und Mitte Mai liegen mit mehr als zwei Metern etwa doppelt so hoch wie die mittlere Schneehöhe in den USA. Die tägliche Sonnenscheindauer liegt am unteren Rand des Wertespektrums der USA, zwischen September und Mitte Dezember sogar deutlich darunter.

## Geschichte
Durch seine Lage in den Bergen, die gutes Ackerland vermissen ließ, wurde Chittenden in der ersten großen Besiedlungswelle ausgelassen. Erst nach dem Ende des Unabhängigkeitskrieges begann eine erste Besiedlung. Am 14. März 1780 wurde das Gebiet vom Kongress der Vermont Republic zum Verkauf ausgerufen (Grant) und zwei Tage später, am 16. März, an eine Gruppe von Interessenten verkauft (Charter).
Frühe Eisen- und Manganerzfunde zogen Siedler an. Eine erste Schmiede entstand 1792, doch der größte Teil des abgebauten Eisenerzes – bis zu 600 Tonnen im Jahr – wurde in den Hochöfen im benachbarten Pittsford verarbeitet. 1839 wurde aber ein Hochofen auch in Chittenden errichtet, der bis zu 500 Pound (etwa 225 kg) Barreneisen am Tag produzierte.
Die Fläche der Town wurde noch einmal vergrößert, als am 2. November 1816 der Südteil der aufgelösten Town Philadelphia Chittenden zugeschlagen wurde.
Durch seine Lage blieb Chittenden ohne Anbindung an die Eisenbahnlinien, die ab 1849 die Berge durchquerten und Vermont an die Metropolen der Ostküste und die sich entwickelnden Zentren an den Großen Seen im Westen anschlossen. Da sich auch die Erzvorräte dem Ende zuneigten bzw. ihr Abbau unrentabel wurde, aber in den Bergen auch keine sinnvolle Landwirtschaft möglich war, wanderten ab 1880 viele Bewohner wieder ab.
Der Bau des Chittenden Reservoirs und die Einrichtung des Green Mountain National Forest brachten keine zusätzlichen Touristen in die Ortschaft, weil der üblicherweise genutzte Zugang in dieses Gebiet über das verkehrstechnisch besser erschlossene Rutland erfolgt; zudem sind die Seeufer nicht bebaubar, weil sowohl der See selbst als auch das umliegende Waldgebiet Landschaftsschutzgebiete sind. Seit der Mitte der sechziger Jahre werden allerdings die Berghänge am Westrand der Mountains vermehrt als Wohnlagen für Pendler in die umliegenden Zentren Rutland und Brandon genutzt.

### Religionen
Die früh eingerichteten religiösen Gruppen waren die Methodisten, die Kongregationalisten und als größte Gruppe die Katholiken. Ein erstes Meeting House wurde 1832 von den Methodisten errichtet, die Kongregationalisten folgten ein Jahr später.
Heute sind in Chittenden mehrere Glaubensgemeinschaften ansässig: zum einen die katholische Gemeinde St. Robert, die methodistische Gemeinde Church Of The Wildwood sowie die North Chittenden Wesleyan Church in North Chittenden.

### Einwohnerentwicklung
| Volkszählungsergebnisse – Town of Chittenden, Vermont | Volkszählungsergebnisse – Town of Chittenden, Vermont | Volkszählungsergebnisse – Town of Chittenden, Vermont | Volkszählungsergebnisse – Town of Chittenden, Vermont | Volkszählungsergebnisse – Town of Chittenden, Vermont | Volkszählungsergebnisse – Town of Chittenden, Vermont | Volkszählungsergebnisse – Town of Chittenden, Vermont | Volkszählungsergebnisse – Town of Chittenden, Vermont | Volkszählungsergebnisse – Town of Chittenden, Vermont | Volkszählungsergebnisse – Town of Chittenden, Vermont | Volkszählungsergebnisse – Town of Chittenden, Vermont |
| Jahr                                                  | 1700                                                  | 1710                                                  | 1720                                                  | 1730                                                  | 1740                                                  | 1750                                                  | 1760                                                  | 1770                                                  | 1780                                                  | 1790                                                  |
| ----------------------------------------------------- | ----------------------------------------------------- | ----------------------------------------------------- | ----------------------------------------------------- | ----------------------------------------------------- | ----------------------------------------------------- | ----------------------------------------------------- | ----------------------------------------------------- | ----------------------------------------------------- | ----------------------------------------------------- | ----------------------------------------------------- |
| Einwohner                                             |                                                       |                                                       |                                                       |                                                       |                                                       |                                                       |                                                       |                                                       |                                                       | 159                                                   |
| Jahr                                                  | 1800                                                  | 1810                                                  | 1820                                                  | 1830                                                  | 1840                                                  | 1850                                                  | 1860                                                  | 1870                                                  | 1880                                                  | 1890                                                  |
| Einwohner                                             | 327                                                   | 446                                                   | 528                                                   | 610                                                   | 644                                                   | 675                                                   | 763                                                   | 802                                                   | 1092                                                  | 730                                                   |
| Jahr                                                  | 1900                                                  | 1910                                                  | 1920                                                  | 1930                                                  | 1940                                                  | 1950                                                  | 1960                                                  | 1970                                                  | 1980                                                  | 1990                                                  |
| Einwohner                                             | 621                                                   | 563                                                   | 472                                                   | 341                                                   | 379                                                   | 424                                                   | 460                                                   | 646                                                   | 927                                                   | 1.102                                                 |
| Jahr                                                  | 2000                                                  | 2010                                                  | 2020                                                  | 2030                                                  | 2040                                                  | 2050                                                  | 2060                                                  | 2070                                                  | 2080                                                  | 2090                                                  |
| Einwohner                                             | 1.182                                                 | 1.58                                                  | 1.237                                                 |                                                       |                                                       |                                                       |                                                       |                                                       |                                                       |                                                       |

## Wirtschaft und Infrastruktur

### Verkehr
Der Ort wird nur durch lokale Landstraßen an die Verkehrswege Vermonts angeschlossen; der U.S. Highway 7, der nord-südlich parallel zu den Green Mountains verläuft, führt westlich an Chittenden vorbei, der U.S. Highway 4, der von Osten nach Westen durch Vermont läuft, durchquert die Green Mountains südlich von Chittenden. Auch Bahnanschluss und Flughafenverbindungen sind nicht vorhanden.

### Öffentliche Einrichtungen
In Chittenden sind neben den üblichen städtischen Büros, der Bibliothek und der Grundschule keine öffentlichen Einrichtungen verfügbar. Das nächstgelegene Krankenhaus ist das Rutland Regional Medical Center in Rutland.

### Bildung
Chittenden gehört mit Brandon, Goshen, Leicester, Mendon, Pittsford, Sudbury und Whiting zur Rutland Northeast Supervisory Union.
Im Ort ist eine achtzügige, mit Vorschule ausgestattete Mittelschule, die Barstow Memorial School, angesiedelt. Für den Besuch weiterführender Schulen müssen umliegende Gemeinden, insbesondere Brandon und Rutland, angefahren werden.

## Persönlichkeiten

### Persönlichkeiten, die vor Ort gewirkt haben
- Charles Carleton Massey (1838–1905), englischer Rechtsanwalt und Theosoph, nach einem Erlebnis in Chittenden war er Mitbegründer der Theosophische Gesellschaft